# Kanton Montpellier-6
Der Kanton Montpellier-6 war von 1973 bis 2015 ein französischer Wahlkreis im Arrondissement Montpellier, im Département Hérault und in der ehemaligen Region Languedoc-Roussillon; Vertreter im Generalrat des Départements war zuletzt von 2006 bis 2015 (wiedergewählt 2008) Christophe Moralès. 
Der Kanton umfasste einen Teil der Stadt Montpellier. Die Kantonsgrenzen wurden vor seiner Auflösung zuletzt 2008 verändert. Zuletzt umfasste der Kanton die Stadtteile: 
- Croix-d'Argent
- Lemasson
- Tastavin
- Saint-Cléophas
- Mas Drevon
- Garosud
- Mas de Bagnères
- La Marquerose
- Les Sabines
- Les Grisettes